# Trocodima hemiceras
Trocodima hemiceras är en fjärilsart som beskrevs av Forbes 1931. Trocodima hemiceras ingår i släktet Trocodima och familjen björnspinnare. Inga underarter finns listade i Catalogue of Life.